# Viktor Myrén

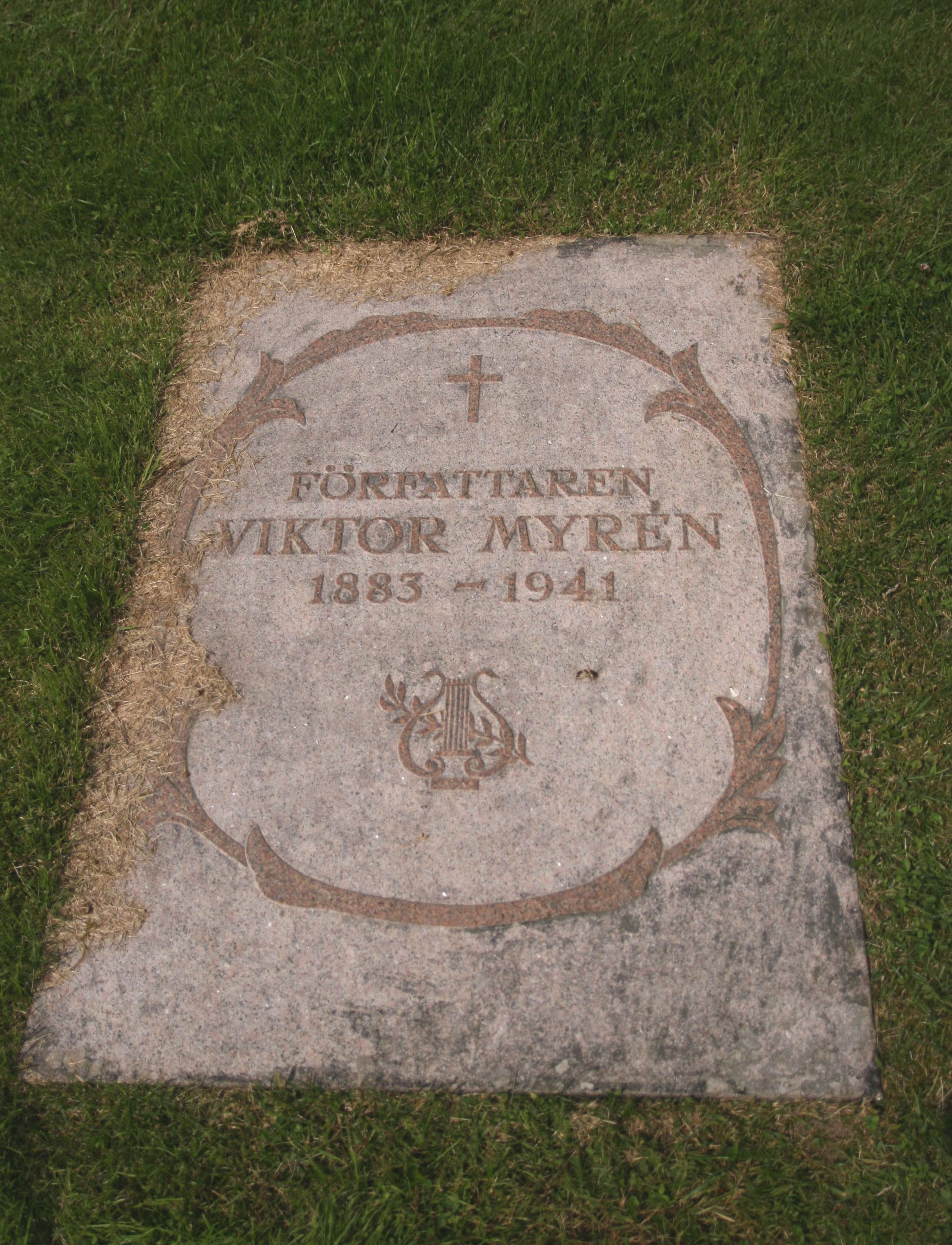
Viktor Myréns gravvård vid Nössemarks kyrka.

Viktor Emanuel Myrén, född den 29 januari 1883 på gården Myrstacken i Nössemarks församling i Dalsland, död den 18 oktober 1941 i Danderyds socken, var en svensk författare och journalist. Han var näst yngst i en syskonskara på sju barn, och yngre bror till Frans Oskar Myrén, körledare, kompositör och järnhandlare i Bengtsfors i Dalsland. 

## Biografi
Föräldrar var lantbrukaren Elis (Eljas) Johnsson och Maria Lisa (Marja) Andreasdotter. Viktor Myrén studerade vid läroverk och målarskola. Från 1918 bodde han i Stockholm och arbetade som journalist. Han var korrespondent till svenska och utländska tidningar.
Den litterära debuten skedde 1909 med diktsamlingen Dalbolåtar. Hans främsta och bestående berättelser handlar om de folkliga väckelserörelserna i 1880- och 1890-talets isolerade gränsbygder mot Norge i nordvästra Dalsland. Detta tema gestaltas i trilogin Mästaren vid gränsen, De goda fotspåren och Det förlovade landet. Flera av Myréns böcker har översatts till norska och tyska.